# Шоу Грэма Нортона
Шоу Грэма Нортона (англ. The Graham Norton Show или просто Graham Norton) — британское комедийно-развлекательное ток-шоу. Изначально, с февраля 2007 по май 2009 года, транслировалось на канале BBC Two; с октября 2009 года выходит на BBC One.
Ведущий программы — Грэм Нортон, шестикратный обладатель премии «BAFTA TV Award» в номинации «Best Entertainment Performance» и двукратный лауреат «British Comedy Award» за лучшее комедийно-развлекательное ток-шоу.

## Содержание
Шоу ориентированно на взрослую аудиторию, в нём принимают участие известные киноактеры, певцы, музыканты и фотомодели. В начале шоу ведущий кратко шутит на актуальные темы в стране. Гости всегда сидят компанией на красном угловом диване, около него стоит столик с выбранным напитком, в котором может быть алкоголь. Ведущий часто подкалывает гостей их фото из жизни или моментами из фильмов. В шоу множество острых шуток и талантливых розыгрышей, интересных историй. В конце зрителей ждёт живое музыкальное выступление.